# Dorsa Sorby
Die Dorsa Sorby ist eine Gruppe von Dorsa auf dem Erdmond in der Ebene des Mare Serenitatis, südöstlich des Kraters Sulpicius Gallus  ungefähr 80 km in südöstlicher Richtung, parallel zu den Montes Haemus verlaufend. 
Sie wurde 1976 nach dem britischen Geowissenschaftler Henry Clifton Sorby benannt. Die mittleren Koordinaten sind 19° N / 14° O.

## Weblinks

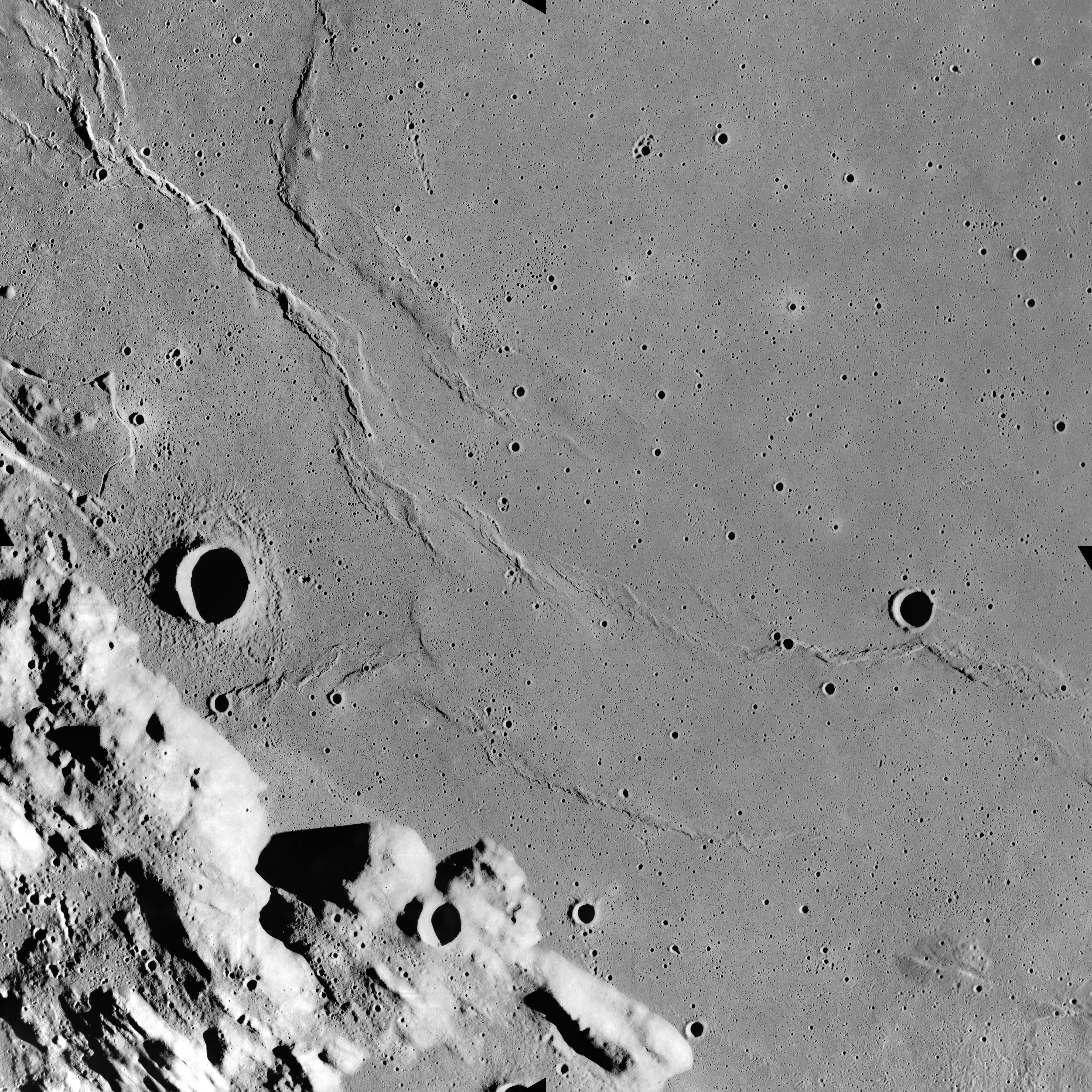
Sulpicius Gallus und Dorsa Sorby (Aufnahme von Apollo 17)